# Frédéric Deligne
Pour les articles homonymes, voir Deligne.
Frédéric Deligne, qui signe ses publications Deligne, est un dessinateur et caricaturiste de presse français.

## Publications dans la presse
- Quotidiens : La Croix, Nice-Matin et La Montagne
- Hebdomadaires : Le Pèlerin, Le Généraliste, Urtikan.net , Valeurs actuelles
- Mensuels : L'Impatient, L'Infirmière Magazine et Panorama
- Bimensuel : Auto-journal.
- Trimestriel : Le journal de l'Andra.

## Œuvres
- Parlez-vous texto ?, avec Jacques Amis et Christophe Duplan, Le Cherche midi, 2001
- Tout va trop vite, (BD), Glénat, 2003
- Quick Climate Change , 2007
- Ma femme s'appelle Carla, Éditions Alphée, 2008
- Désert d'avenir, Éditions Alphée, 2009
- Les Zéros Sociaux, Éditions Iconovox , 2018
- Le selfie à travers les âges, Éditions Iconovox , 2018
- Le selfie à travers les arts, Éditions Iconovox , 2019
- Aux chiottes l’arbitre !, Éditions Iconovox , 2019